# Ska-P (album)
Ska-P – debiutancki album hiszpańskiego zespołu skapunkowego Ska-P.
Zespół już w początkowym okresie swej działalności nie unikał drażliwych tematów społecznych i politycznych, czemu dał wyraz na najkrótszej w swym dorobku płycie: piosenka Alì, el magrebì poruszała problem nielegalnej emigracji mieszkańców Afryki Północnej na kontynent europejski. Utwór Bla, bla, bla... uderzał w polityków, Reality show krytykowało wpływ telewizji na społeczeństwo, piosenka Abolicion potępiała tradycyjną hiszpańską rozrywkę, zabijanie byków na korridzie.
Dodatkowy, dziewiąty utwór zamieszczony na płycie, Como un Rayo, jest hołdem złożonym przez muzyków klubowi piłkarskiemu Rayo Vallecano. Pochodzący z madryckiej dzielnicy Vallecas członkowie Ska-P, od najmłodszych lat kibicujący Rayo, w swoim dorobku mają również drugą poświęconą drużynie piosenkę: utwór Rayo Vallecano pełni dziś funkcję oficjalnego hymnu klubowego.

## Lista utworów
1. El hombre resaka baila ska – 3:02
2. Abolicion – 3:12
3. Chupones – 3:04
4. 0,7 – 3:33
5. Alì, el magrebì – 3:34
6. Sargento bolilla – 3:10
7. Reality show – 3:35
8. Bla, bla, bla... – 3:08
9. Como un Rayo – 2:35

## Skład
- Pulpul – śpiew, gitara
- Julio – gitara basowa
- Kogote – instrumenty klawiszowe i chórki
- Pako – perkusja
- Toni – gitara i chórki

- Teksty i muzyka: Ska-P